# Castelnovo del Friuli
Castelnovo del Friuli é uma comuna italiana da região do Friuli-Venezia Giulia, província de Pordenone, com cerca de 895 habitantes. Estende-se por uma área de 22 km², tendo uma densidade populacional de 41 hab/km². Faz fronteira com Clauzetto, Pinzano al Tagliamento, Tramonti di Sotto, Travesio, Vito d'Asio.

## Demografia
| Variação demográfica do município entre 1861 e 2011                               |
|                                                                                   |
| Fonte: Istituto Nazionale di Statistica (ISTAT) - Elaboração gráfica da Wikipedia |